# Singapore Art Museum

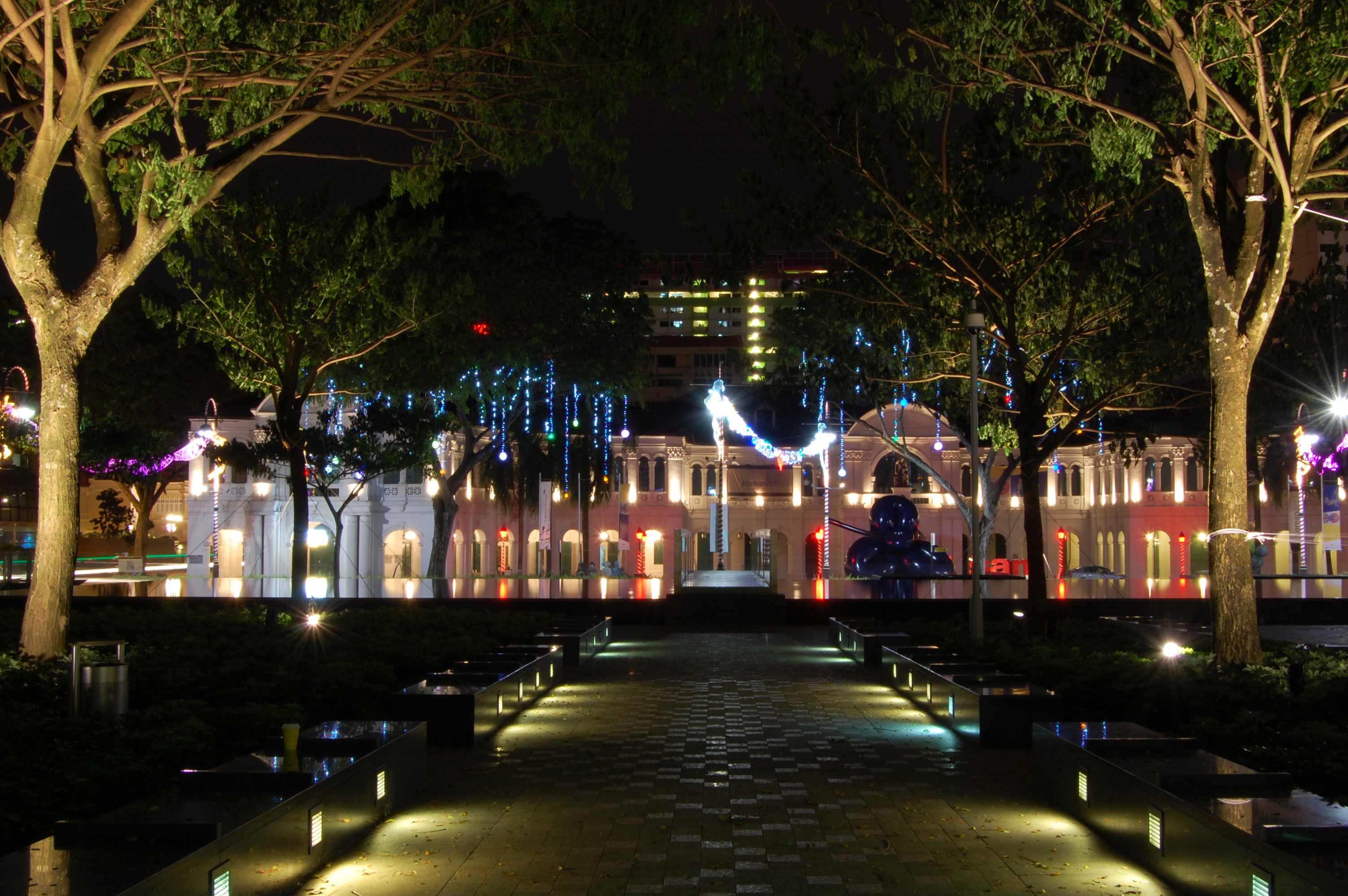
Singapore Art Museum

Das Singapore Art Museum (SAM; chinesisch 新加坡美术馆, Pinyin Xīnjiāpō Měishùguǎn) ist ein Kunstmuseum in Singapur.
Das Museum beherbergt eine der größten öffentlichen Sammlungen moderner und zeitgenössischer ostasiatischer Kunstwerke. Zudem finden sich dort eine steigende Anzahl von Werken internationaler zeitgenössischer Kunst.
Das Museum eröffnete am 20. Januar 1996. Es ist eines von vier Nationalmuseen in Singapur und befindet sich an der Bras Basah Road in Singapur. Direktor ist Tan Boon Hui.
Das Museum ist seit 2007 Organisator der Singapore Biennale.

## Das Gebäude
Das Museum ist in einer ehemaligen katholischen Knabenschule, der St Joseph’s Institution (SJI) untergebracht, die von den Salesianern gegründet wurde. Grundsteinlegung war 1855. 1990 gab der Orden die Anlage auf, und damit wurde Platz für ein Museum geschaffen. Nach einer umfassenden Instandsetzung für Museumszwecke bietet das Haus heute 18 voll klimatisierte Ausstellungsräume, ein Auditorium in der ehemaligen Kapelle der Schule, zwei Restaurants sowie einen Museums-Shop. Die ehemalige Turnhalle ist heute Mehrzweckhalle, in der größere Veranstaltungen, wie Ausstellungseröffnungen, stattfinden.

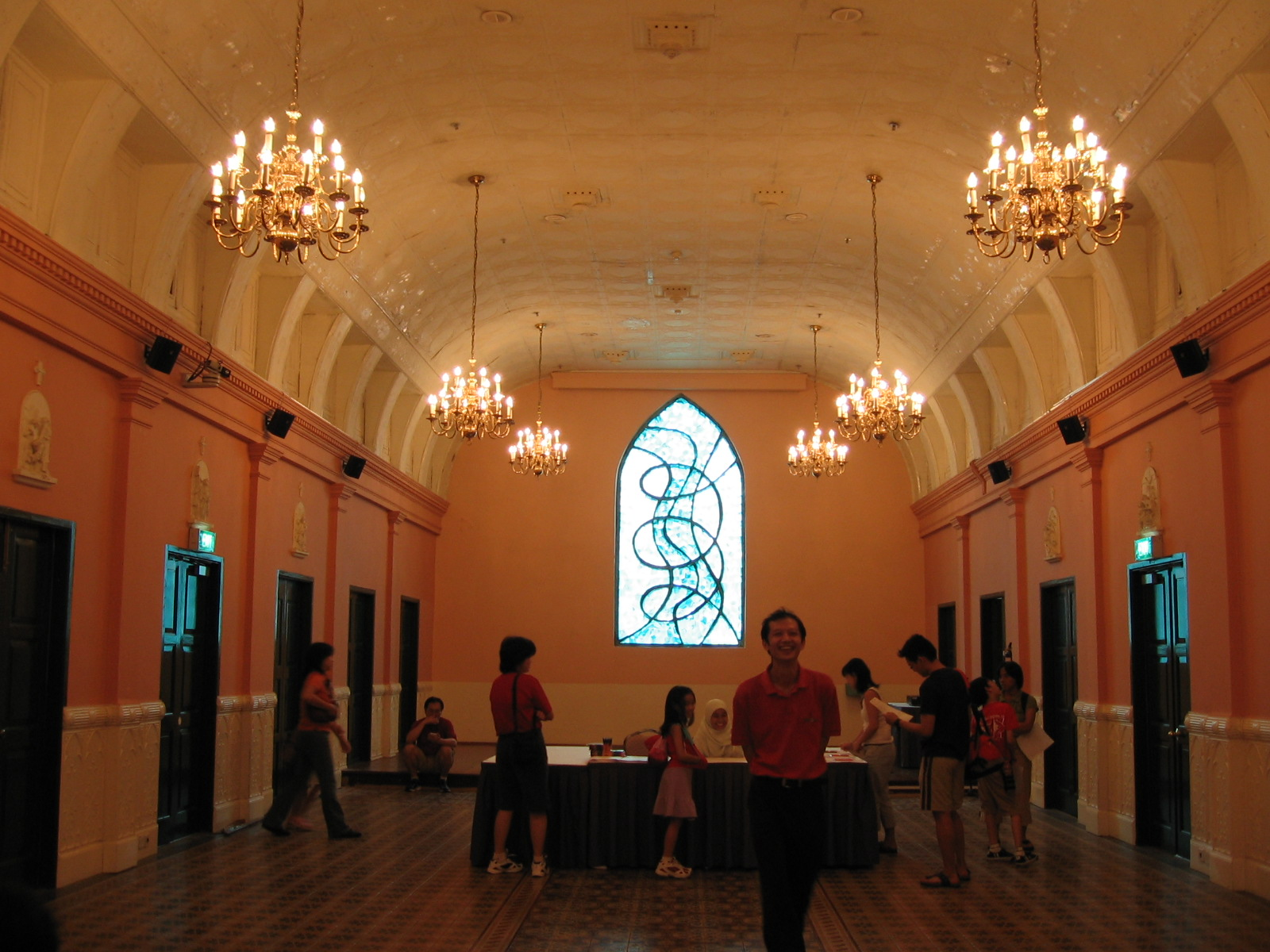
Auditorium in der ehemaligen Kapelle

Die Architektur der ehemaligen Kapelle ist auch nach der Restaurierung weitgehend beibehalten worden. Die ehemaligen Schulhöfe und Sportanlagen der Schule wurden für die Museumsbesucher als Innenhöfe mit Wandelgängen, Wasserbecken und Palmen umgestaltet.

## Die Sammlung
Schwerpunkt der Sammlung ist die zeitgenössische Kunst Südostasiens, die rund 80 % des Bestandes ausmacht, der Rest besteht aus Kunstwerken aus weiteren Regionen Asiens, wie  China, India, Korea und Japan.

## Publikationen
Außer den Katalogen, die Ausstellungen des Museums dokumentieren, gibt das Museum seit 2011 die Vierteljahresschrift "The Quarterly" heraus, in der neue Tendenzen der Kunst Asiens diskutiert werden.